# 苗栗野豇豆
苗栗野豇豆（学名：Dumasia miaoliensis）为豆科山黑扁豆屬下的一个种。